# Parafia Zesłania Ducha Świętego w Sanoku
Parafia Zesłania Ducha Świętego w Sanoku – parafia greckokatolicka w Sanoku.

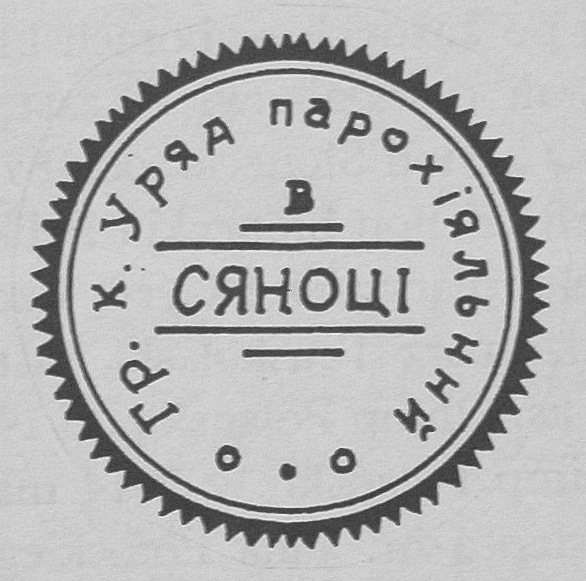
Pieczęć parafii

Cerkiew została wybudowana w latach 1784-1789. Proboszczem był wówczas Jan Kuniewicz.
Przy świątyni na początku XX wieku został wzniesiony budynek plebanii.
Przy parafii skupiała się społeczność ukraińska miasta Sanoka.

## Proboszczowie
Lista wymienia zarówno proboszczów (parochów) jak i administratorów parafii:
- Jan Kuniewicz (1767-6.1.1800)
- Iwan Demkowicz (-6.6.1800)
- Hryhorij Paszkewicz (-12.1800)
- Teodor Laurecki (1800-1814)
- Stepan Matłachowski (1814-1830)
- Mychajło Borkowski (1830-1831)
- Stepan Mychalczyk (1831-1837)
- Teodor Obuszkewycz (1837-1839)
- Onufry Rastawecki (1838-1859)
- Iwan Walnyckij (1859-1861)
- Wołodysław Dobrianski (1861-1865)
- Wasylij Czemarnyk (1865-1896)[1]
- Josyf Maksymowycz (1896-1897, administrator parafii)
- Omelan Konstantynowycz (1897-1943)[3][5]

## Wikariusze parafialni
- Mychajło Mochnaćkyj (1849-1850)
- Liudwyk Zahradnyk (1850-1851)
- Josyf Płoszewśkyj (1851-1856)
- Iwan Walnyćkyj (1856-1859)
- Mychajło Szatynśkyj (1888-1891)
- Mykoła Kotećkyj (1891-1893)
- Dionysij Gudzio (1893-1894)
- Hryhorij Kosar (1894-1895)
- Josyf Maksymowycz (1895-1896)
- Zynowij Ilnyćkyj (1900-1902)
- Ławrentij Łewyćkyj (1902-1904)
- Wołodymyr Dub (1904-1905)
- Teodor Pich (1905-1908)
- Mychajło Hirniak (1908-1910)
- Mychajło Horodyśkyj (1910-1911)
- Łew Czapelśkyj (1912-1914)
- Iwan Łebedowycz (1915-1916)
- Pawło Hamiwka (1916-1919)
- Mykoła Duda (1923-1928)
- Iwan Filias (1929-1931)
- Jarosław Harasym (1932-1935)
- Petro Biłynśkyj (1935- co najmniej do 1936)

Ponadto w parafii służyli: Stepan Wenhrynowycz i Józef Siekierzyński.
Do 1947 funkcjonowała w Sanoku katedra greckokatolicka pod wezwaniem Zesłania Ducha Świętego w cerkwi położonej przy ulicy Zamkowej (obecny numer 16). W 1957 cerkiew przeszła pod władanie Kościoła Prawosławnego i działa jako Sobór Świętej Trójcy w Sanoku.
Do parafii do 1947 należała również filialna cerkiew św. Dymitra w Dąbrówce Ruskiej (parafia pod tym wezwaniem), a parafia oprócz miasta Sanoka służyła również mieszkańcom Dąbrówki Polskiej, Posady Olchowieckiej oraz Posady Sanockiej.